# Linyphia hospita
Linyphia hospita là một loài nhện trong họ Linyphiidae.
Loài này thuộc chi Linyphia. Linyphia hospita được Eugen von Keyserling miêu tả năm 1886.